# Julius Arp
Peter Julius Ferdinand Arp (* 26. März 1858 in Fahren; † 20. September 1945 in Rio de Janeiro) war ein deutscher Kaufmann und Großindustrieller in Brasilien.

## Leben und Wirken
Julius Arp war ein Sohn des Bauern Joachim Arp (1817–1906) und dessen Ehefrau Abel Margaretha, geborene Klindt (1825–1902) aus Laboe. Er besuchte eine einklassige Volksschule in seinem Geburtsort Fahren und eine Privat-Realschule in Schönberg. Danach absolvierte er eine Ausbildung zum Kaufmann in einem Textilgeschäft in Kiel.
1881 wanderte Arp mit 100.000 Mark, die er von seinem Vater bekommen hatte, nach Brasilien aus. In Santos arbeitete er für eineinhalb Jahre in einer Firma, die Kaffee exportierte und deren Inhaber plötzlich starb. Arp führte die Firma daraufhin auf eigene Rechnung weiter und machte daraus ein großes Unternehmen. Als schnell reicher und angesehener Kaufmann erhielt er den Titel eines Kommerzienrates.
Arp kaufte eine Strumpffabrik in Joinville und baute 1911 in Nova Friburgo eine Spitzenfabrik auf, in der 1938 mehr als 1000 Personen arbeiteten. Für die Beschäftigten ließ er Kantinen und Sportplätze bauen. Seine Betreuung der Mitarbeiter, für die er eine eigene Krankenkasse einrichtete, galt als vorbildlich. Das Unternehmen Arp & Co. überstand beide Weltkriege.
Julius Arp bemühte sich insbesondere um die Pflege des Deutschtums in Brasilien. Bis 1939 hielt er Kontakte nach Deutschland aufrecht, wo er jedes Jahr mehrere Monate lebte. Seiner Heimatstadt Plön finanzierte er ein Kinderheim. Arp rekrutierte Facharbeiter aus Wuppertal und anderen Städten, die in seinen brasilianischen Fabriken arbeiteten und sich in Joinville und Nova Friburgo zu großen deutschen Kolonien zusammenschlossen. Arp selbst wohnte in Rio de Janeiro, wo ihm die deutschsprachigen Einwohner hohes Ansehen entgegenbrachten. Er übernahm wiederholt das Amt des Präsidenten der Vereinigung „Germania“.
Julius Arp war verheiratet mit der gebürtigen Bremerin Anna Pohlmann, die 1937 in Rio de Janeiro starb. Das Ehepaar bekam einen Sohn und eine Tochter, die beide in Rio de Janeiro heirateten und das Unternehmen Arp & Co. als Inhaber weiterführten. In Nova Friburgo erinnert heute die Avenida Conselheiro Július Arp an den ehemaligen Unternehmer, in Joinville ist das historische Gebäude der ehemaligen Strickfabrik Malharia Arp erhalten und wird heute als Einkaufszentrum genutzt.